# Sarah-Léonie Cysique
Sarah-Léonie Cysique (ur. 6 lipca 1998) – francuska judoczka,  srebrna medalistka olimpijska z Tokio (2020), gdzie zdobyła również złoty medal w turnieju drużynowym i brązowa medalistka z Paryża (2024). Walczyła w wadze lekkiej.
Brązowa medalistka mistrzostw świata w 2025; piąta w 2019, siódma w 2023; uczestniczka zawodów w 2022. Druga w turnieju drużynowym w 2019, 2022 i 2023. Startowała w Pucharze Świata w 2017. Srebrna medalistka mistrzostw Europy w 2022; brązowa w 2020, 2021 i 2023. Mistrzyni Francji w 2017 i 2018 roku.

## Letnie Igrzyska Olimpijskie 2020
| Konkurencja | Eliminacje        | Eliminacje                 | Finały                   | Finały               | Klas. końcowa |
| Konkurencja | Przeciwnik I      | 1/4                        | 1/2                      | Finał                | Miejsce       |
| ----------- | ----------------- | -------------------------- | ------------------------ | -------------------- | ------------- |
| 57 kg       | Kim Ji-su (KOR) Z | Eteri Liparteliani (GEO) Z | Jessica Klimkait (CAN) Z | Nora Gjakova (KOS) P | 2.            |

## Odznaczenia
- Chevalier Orderu Legii Honorowej – 2021[9]
- Officier Orderu Narodowego Zasługi – 2024[10]